# Chthonerpeton braestrupi
Chthonerpeton braestrupi é uma espécie de anfíbio da família Typhlonectidae. É endémica do Brasil, onde é conhecida apenas da sua localidade-tipo, descrita genericamente como "Brasil".